# Bologna Football Club 1909 e nazionali di calcio

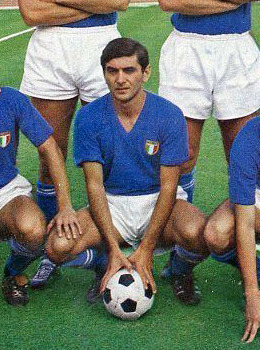
Giacomo Bulgarelli (in foto nel 1965 a Roma) è il giocatore più presente in nazionale indossando la maglia del Bologna.

In questa voce sono raccolte storia e statistiche del legame tra il Bologna Football Club 1909 e le nazionali di calcio.

## Storia

Kennet Andersson è uno degli 8 svedesi ad aver disputato almeno un incontro con la propria nazionale durante la militanza in rossoblù

Sono stati 55 i giocatori convocati in nazionale maggiore, per un totale di 394 presenze e 63 reti segnate; questo posiziona il Bologna al 7º posto della classifica dei club italiani che hanno fornito più calciatori alla nazionale e al 9º posto per numero di presenze totali. Il primo giocatore felsineo con una presenza in nazionale «A» è stato Emilio Badini, sceso in campo nella partita contro la Norvegia; fu anche il primo marcatore bolognese in azzurro. Il calciatore più presente in nazionale militando nel Bologna è Giacomo Bulgarelli con 29 presenze, mentre i migliori marcatori sono Amedeo Biavati ed Ezio Pascutti, con 8 reti ciascuno.
I calciatori che hanno assunto il titolo di campione del mondo militando nel Bologna sono cinque. Angelo Schiavio ed Eraldo Monzeglio trionfarono nel campionato del mondo 1934 in Italia; invece nel campionato del mondo 1938 in Francia, furono vincitori del titolo i Rossoblù Amedeo Biavati, Michele Andreolo e Carlo Ceresoli. I giocatori del Bologna che hanno vinto un campionato europeo sono due: Giacomo Bulgarelli e Aristide Guarneri, entrambi facenti parte della selezione che vinse il campionato d'Europa 1968. Altri piazzamenti degni di nota il secondo posto di Alessandro Diamanti al campionato d'Europa 2012, e il terzo posto di Diamanti e Alberto Gilardino nella FIFA Confederations Cup 2013.
Per quanto riguarda le nazionali straniere, il miglior piazzamento in un campionato del mondo è stato il secondo posto di Helmut Haller nel campionato del mondo 1966 in Inghilterra, con la Germania Ovest. Tra i calciatori con trofei vinti con le rispettive nazionali militando in rossoblù si distingue Pierre Womé, che con la nazionale del Camerun vinse due coppe d'Africa, rispettivamente nel 2000 in Ghana e Nigeria, e nel 2002 in Mali, oltreché il torneo olimpico di Sydney 2000; a quest'ultimo si annette Ibrahima Mbaye, che con la nazionale del Senegal ha trionfato nella Coppa d'Africa 2021 in Camerun. Sono da segnalare anche i tre successi ottenuti in Copa América da Diego Pérez, Erick Pulgar e Nicolás Domínguez, rispettivamente nel 2011 in Argentina, nel 2016 negli Stati Uniti e nel 2021 in Brasile. Il secondo rossoblù ad annoverare un oro olimpico è Juan Miranda, vincitore del torneo con la Spagna nell'edizione di Parigi 2024.
In totale sono 24 le nazionali UEFA — esclusa la nazionale italiana — nelle quali ha avuto minutaggio un calciatore militante nel Bologna, per un totale di 53 calciatori. La nazionale che conta più giocatori felsinei con almeno una presenza ufficiale è quella della Svezia, con un totale di 8 calciatori; secondariamente la Grecia (6), in ultimo Svizzera e Belgio, entrambe con 5 calciatori scesi in campo.
Per quanto riguarda le nazionali appartenenti ad altre confederazioni, si contano in totale 29 calciatori, convocati in 16 selezioni calcistiche differenti. La nazionale che conta il maggior numero di calciatori petroniani convocati è quella dell'Uruguay, con 5.

## Calciatori italiani

### Presenze

#### Nazionale «A»

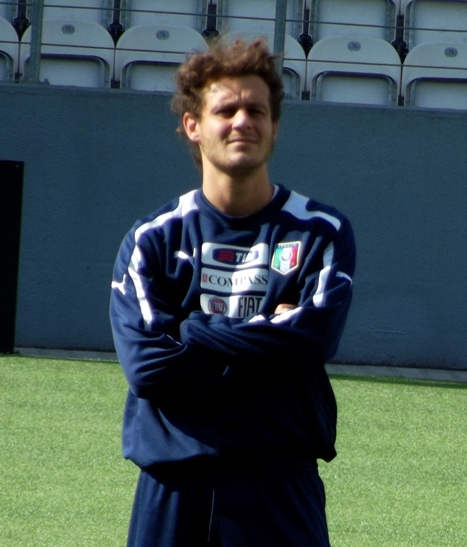
Alessandro Diamanti, 1 rete siglata in 16 presenze con gli Azzurri ai tempi della militanza nel Bologna

Sono segnati in corsivo gli eventuali calciatori attualmente in forza al Bologna.

Aggiornato al 9 giugno 2025.
| Giocatore            | Presenze | Reti    |
| -------------------- | -------- | ------- |
| Michele Andreolo*    | 26       | 1       |
| Emilio Badini        | 2        | 1       |
| Roberto Baggio       | 6        | 2       |
| Gastone Baldi        | 3        | 0       |
| Dino Ballacci        | 1        | 0       |
| Mauro Bellugi        | 24       | 0       |
| Amedeo Biavati       | 18       | 8       |
| Giovanni Borgato     | 1        | 0       |
| Giacomo Bulgarelli   | 29       | 7       |
| Antonio Busini       | 1        | 0       |
| Riccardo Calafiori   | 5        | 0       |
| Gino Cappello        | 11       | 3       |
| Carlo Ceresoli       | 1        | -0      |
| Cesarino Cervellati  | 6        | 0       |
| Giordano Corsi       | 6        | 0       |
| Giuseppe Della Valle | 17       | 6       |
| Alessandro Diamanti  | 16       | 1       |
| Giuseppe Dossena     | 2        | 0       |
| Francisco Fedullo*   | 2        | 3       |
| Pietro Ferrari       | 1        | -1      |
| Romano Fogli         | 13       | 0       |
| Felice Gasperi       | 6        | 0       |
| Pietro Genovesi      | 10       | 0       |
| Emanuele Giaccherini | 8        | 1       |
| Mario Gianni         | 6        | -11     |
| Alberto Gilardino    | 8        | 1       |
| Alberto Giordani     | 1        | 0       |
| Guglielmo Giovannini | 2        | 0       |
| Aristide Guarneri    | 3        | 0       |
| Francesco Janich     | 6        | 0       |
| Mario Montesanto     | 3        | 0       |
| Eraldo Monzeglio     | 21       | 0       |
| William Negri        | 10       | -9      |
| Carlo Nervo          | 6        | 0       |
| Riccardo Orsolini    | 9        | 2       |
| Mario Pagotto        | 1        | 0       |
| Ezio Pascutti        | 17       | 8       |
| Marino Perani        | 4        | 1       |
| Bernardo Perin       | 4        | 0       |
| Alfredo Pitto        | 21       | 0       |
| Gino Pivatelli       | 7        | 2       |
| Ugo Pozzan           | 2        | 0       |
| Alberto Pozzi        | 3        | 0       |
| Ettore Puricelli     | 1        | 1       |
| Carlo Reguzzoni      | 1        | 0       |
| Secondo Ricci        | 1        | 0       |
| Tazio Roversi        | 1        | 0       |
| Raffaele Sansone*    | 3        | 0       |
| Giuseppe Savoldi     | 1        | 0       |
| Angelo Schiavio      | 24       | 0       |
| Roberto Soriano      | 1        | 0       |
| Stefano Torrisi      | 1        | 0       |
| Paride Tumburus      | 4        | 0       |
| Simone Verdi         | 4        | 0       |
| Emiliano Viviano     | 6        | -3      |
| Totale (55)          | 394      | 63; -23 |

Fonti:  Nazionali in cifre: Convocati da una società, su figc.it, Federazione Italiana Giuoco Calcio. URL consultato il 10 ottobre 2016 (archiviato dall'url originale il 9 novembre 2011).
 Statistiche, clubs di appartenenza giocatori, su italia1910.com. URL consultato il 10 ottobre 2016.

Legenda:

 Calciatori vincitori del campionato mondiale di calcio durante la loro militanza nel Bologna.

 Calciatori vincitori del campionato europeo di calcio durante la loro militanza nel Bologna.

(*) Calciatori oriundi.

#### Nazionale «B», «Olimpica» o «Under-23»
Sono segnati in corsivo gli eventuali calciatori attualmente in forza al Bologna.
| Giocatore           | Presenze | Reti   |
| ------------------- | -------- | ------ |
| Giancarlo Bacci     | 1        | 1      |
| Dino Ballacci       | 2        | 0      |
| Ezio Bertuzzo       | 1        | 0      |
| Amedeo Biavati      | 2        | 1      |
| Giacomo Bulgarelli  | 2        | 2      |
| Antonio Busini      | 1        | 1      |
| Sergio Buso         | 1        | -2     |
| Sergio Campana      | 1        | 1      |
| Bruno Capra         | 2        | 0      |
| Carlo Ceresoli      | 1        | -0     |
| Cesarino Cervellati | 2        | 2      |
| Giordano Corsi      | 2        | 0      |
| Adriano Fedele      | 2        | 0      |
| Francisco Fedullo*  | 4        | 2      |
| Dino Fiorini        | 3        | 0      |
| Romano Fogli        | 1        | 0      |
| Carlo Furlanis      | 1        | 0      |
| Felice Gasperi      | 8        | 0      |
| Pietro Genovesi     | 2        | 0      |
| Mario Gianni        | 5        | -3     |
| Alberto Giordani    | 2        | 0      |
| Ivan Gregori        | 2        | 0      |
| Francesco Janich    | 8        | 0      |
| Lionello Massimelli | 1        | 0      |
| Mario Montesanto    | 6        | 0      |
| Eraldo Monzeglio    | 5        | 0      |
| Ezio Pascutti       | 2        | 1      |
| Mirko Pavinato      | 1        | 0      |
| Eraldo Pecci        | 3        | 0      |
| Marino Perani       | 2        | 0      |
| Alfredo Pitto       | 5        | 1      |
| Gino Pivatelli      | 2        | 1      |
| Ugo Pozzan          | 3        | 1      |
| Carlo Reguzzoni     | 1        | 0      |
| Antonio Renna       | 2        | 0      |
| Battista Rota       | 1        | 0      |
| Tazio Roversi       | 4        | 0      |
| Raffaele Sansone*   | 3        | 0      |
| Giuseppe Savoldi    | 1        | 0      |
| Augusto Scala       | 1        | 0      |
| Paride Tumburus     | 5        | 0      |
| Totale (42)         | 105      | 14; -5 |

Legenda:

(*) Calciatori oriundi.

#### Nazionale «Under-21»

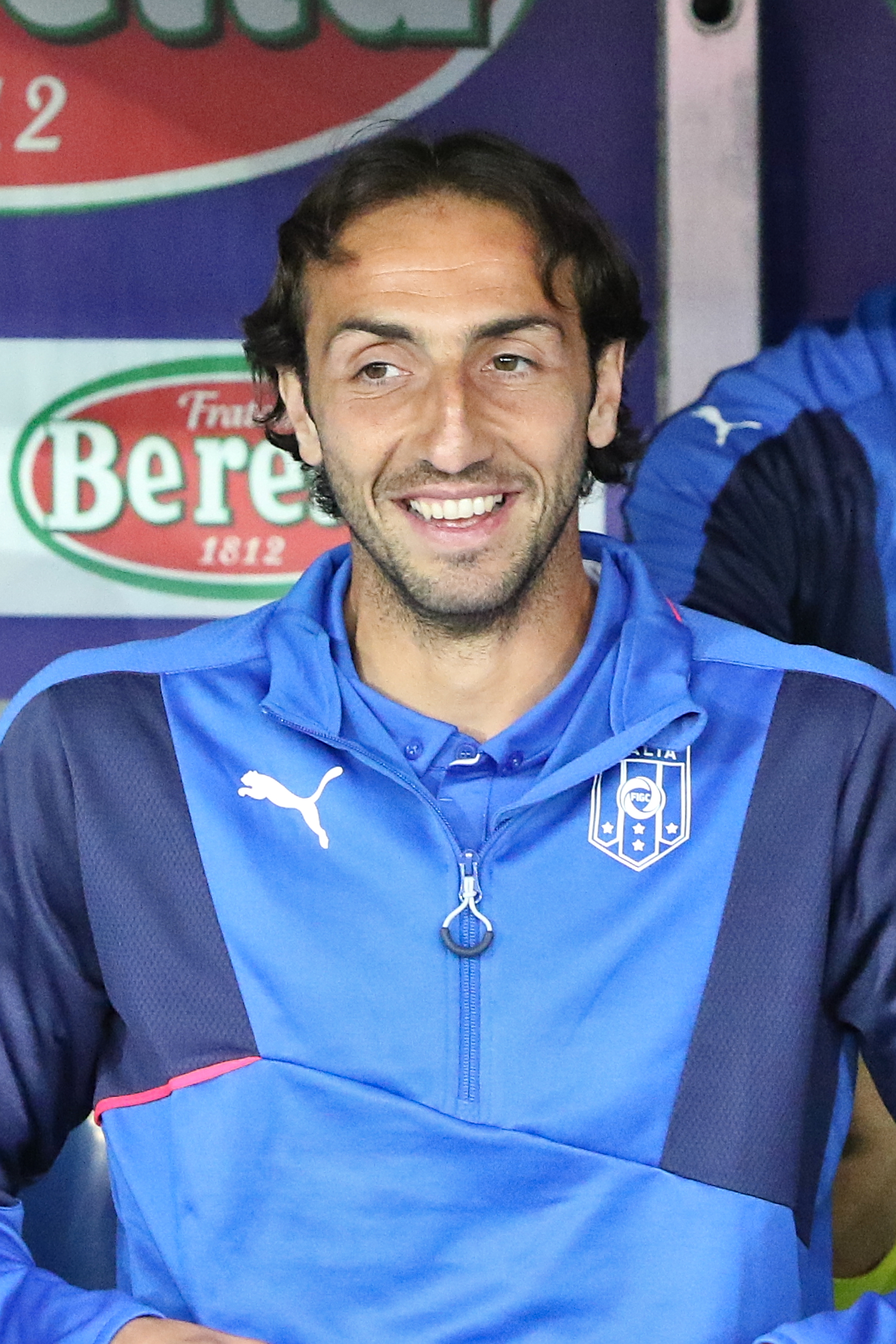
Emiliano Moretti, terzo per presenze in Nazionale Under-21 militando nel Bologna

Sono segnati in corsivo gli eventuali calciatori attualmente in forza al Bologna.

Aggiornato al 22 giugno 2025.
| Giocatore             | Presenze | Reti   |
| --------------------- | -------- | ------ |
| Matteo Brighi         | 10       | 0      |
| Giacomo Bulgarelli    | 8        | 3      |
| Arturo Calabresi      | 6        | 0      |
| Riccardo Calafiori    | 5        | 0      |
| Andrea Cambiaso       | 3        | 0      |
| Cesarino Cervellati   | 1        | 1      |
| Stefano Chiodi        | 3        | 2      |
| Giacomo Cipriani      | 4        | 2      |
| Samuele Dalla Bona    | 1        | 0      |
| Federico Di Francesco | 6        | 3      |
| Alex Ferrari          | 8        | 0      |
| Giovanni Fabbian      | 16       | 4      |
| Romano Fogli          | 3        | 0      |
| Luciano Fusini        | 1        | 0      |
| Alessandro Gamberini  | 4        | 0      |
| Stefano Garuti        | 2        | 0      |
| Francesco Gazzaneo    | 1        | 0      |
| Fausto Landini        | 1        | 0      |
| Massimo Loviso        | 6        | 0      |
| Enzo Maresca          | 5        | 0      |
| Adam Masina           | 6        | 0      |
| Gianmarco Mezzadri    | 2        | 0      |
| Emiliano Moretti      | 12       | 0      |
| Piermario Morosini    | 2        | 0      |
| Paolo Negro           | 5        | 0      |
| Riccardo Orsolini     | 10       | 0      |
| Luciano Paganini      | 1        | 1      |
| Gabriele Paonessa     | 2        | 0      |
| Mirko Pavinato        | 1        | 0      |
| Marino Perani         | 1        | 2      |
| Gino Pivatelli        | 5        | 1      |
| Rino Rado             | 4        | -1     |
| Battista Rota         | 1        | 0      |
| Augusto Scala         | 3        | 0      |
| Paride Tumburus       | 4        | 0      |
| Giorgio Turchi        | 2        | 0      |
| Nicola Ventola        | 8        | 3      |
| Rufo Emiliano Verga   | 7        | 0      |
| Emanuel Vignato       | 10       | 2      |
| Cristian Zaccardo     | 21       | 2      |
| Giuseppe Zinetti      | 13       | -7     |
| Totale (41)           | 214      | 24; -8 |

Legenda:

  Calciatori vincitori del campionato europeo di calcio Under-21 durante la loro militanza nel Bologna.

### Palmarès

#### Campionati mondiali
- Eraldo Monzeglio  (Italia 1934)[21]
- Angelo Schiavio  (Italia 1934)[21]
- Michele Andreolo  (Francia 1938)[22]
- Amedeo Biavati  (Francia 1938)[22]
- Carlo Ceresoli  (Francia 1938)[22]

#### Campionati europei
Vittorie
- Giacomo Bulgarelli  (Italia 1968)[6]
- Aristide Guarneri  (Italia 1968)[6]

Secondi posti
- Alessandro Diamanti  (Polonia-Ucraina 2012)[23]

#### Coppe Internazionali
Secondi posti
- Alfredo Pitto  (1931-1932)
- Eraldo Monzeglio  (1931-1932)
- Felice Gasperi  (1931-1932)
- Francisco Fedullo  (1931-1932)
- Raffaele Sansone  (1931-1932)
- Mario Gianni  (1931-1932)
- Mario Montesanto  (1936-1938)
- Michele Andreolo  (1936-1938)
- Giordano Corsi  (1936-1938)

#### FIFA Confederations Cup
Terzi posti
- Alessandro Diamanti  (Brasile 2013)[24]
- Alberto Gilardino  (Brasile 2013)[24]

#### Tornei del Bicentenario
Terzi posti
- Mauro Bellugi  (USA 1976)

#### Olimpiadi
Medaglie d'oro
- Lamberto Petri  (Berlino 1936)

Medaglie di bronzo
- Felice Gasperi  (Amsterdam 1928)
- Pietro Genovesi  (Amsterdam 1928)
- Alfredo Pitto  (Amsterdam 1928)
- Angelo Schiavio  (Amsterdam 1928)
- Emiliano Moretti  (Atene 2004)

#### Campionati europei Under-21
- Nicola Ventola  (Slovacchia 2000)
- Alessandro Gamberini  (Germania 2004)
- Emiliano Moretti  (Germania 2004)
- Cristian Zaccardo  (Germania 2004)

#### Campionati europei Under-19
Vincitori
- Luigi Della Rocca  (Liechtenstein 2003)

Semifinalisti
- Tommaso Ebone  (Irlanda del Nord 2024)

#### Campionati europei Under-17
- Massimo Pessina  (Cipro 2024)

#### Giochi del Mediterraneo
Medaglie d'argento
- Nicola Bagnolini  (Algeria 2022)
- Antonio Raimondo  (Algeria 2022)

## Calciatori non italiani

### Presenze

#### Nazionali UEFA
Di seguito l'elenco dei 53 giocatori presenti con la propria nazionale UEFA militando nel Bologna, in corsivo i giocatori attualmente in forza al club.
Aggiornato al 18 novembre 2024.
- Igli Tare
- Marko Arnautović
- György Garics
- Stefan Posch
- Stéphane Demol
- Jean François Gillet
- Gaby Mudingayi
- Alexis Saelemaekers
- Arthur Theate
- Valentin Antov
- Nikolaj Iliev
- Martin Erlić
- Nikola Moro
- Victor Kristiansen
- Andreas Skov Olsen
- Mika Aaltonen
- Helmut Haller
- Lazaros Christodoulopoulos

- Panagiōtīs Kone
- Vaggelīs Moras
- Marios Oikonomou
- Vasilīs Torosidīs
- Theodōros Zagorakīs
- Andri Baldursson
- Lirim Kastrati
- Tomas Danilevičius
- Jerdy Schouten
- Joshua Zirkzee
- Łukasz Skorupski
- Kacper Urbański
- Ladislav Krejčí
- Valentin Năstase
- Igor' Kolyvanov
- Massimo Bonini
- Lewis Ferguson
- Aaron Hickey

- Ivan Radovanović
- Rene Krhin
- Kennet Andersson
- Mikael Antonsson
- Filip Helander
- Emil Holm
- Jesper Karlsson
- Emil Krafth
- Teddy Lučić
- Mattias Svanberg
- Michel Aebischer
- Blerim Džemaili
- Remo Freuler
- Dan Ndoye
- Kubilay Türkyılmaz
- Lajos Détári
- Ádám Nagy

#### Nazionali AFC, CAF e CONMEBOL
Sono segnati in corsivo gli eventuali calciatori attualmente in forza al Bologna.

Aggiornato al 17 ottobre 2023.
- Saphir Taïder
- Julio Cruz
- Nicolás Domínguez
- Humberto Maschio
- Coelho
- Geovani
- Zé Elias
- Pierre Womé
- Gary Medel
- Erick Pulgar

- Hugo Rubio
- Jhon Lucumí
- Giancarlo González
- Musa Barrow
- Musa Juwara
- Stephen Appiah
- Godfred Donsah
- Hidetoshi Nakata
- Takehiro Tomiyasu
- Oussama El Azzouzi

- Kingsley Michael
- Federico Santander
- Ibrahima Mbaye
- Mohamed Kallon
- Vicente Albanese
- Héctor Demarco
- Andrés Martínez
- Diego Pérez
- Gastón Ramírez

Legenda:

 Calciatori vincitori della coppa d'Africa durante la loro militanza nel Bologna.

 Calciatori vincitori della coppa America durante la loro militanza nel Bologna.

 Calciatori vincitori delle olimpiadi durante la loro militanza nel Bologna.

### Palmarès

#### Campionati mondiali
Secondi posti
- Helmut Haller  (Inghilterra 1966)

#### Campionati europei
Semifinalisti
- Joshua Zirkzee  (Germania 2024)

#### Coppe America
Vittorie
- Diego Pérez  (Argentina 2011)
- Erick Pulgar  (USA 2016)
- Nicolás Domínguez  (Brasile 2021)

Secondi posti
- Jhon Lucumí  (USA 2024)

#### Coppe d'Africa
- Pierre Womé   (Ghana-Nigeria 2000 e Mali 2002)
- Ibrahima Mbaye  (Camerun 2021)

#### Olimpiadi
Medaglie d'oro
- Pierre Womé  (Sydney 2000)
- Juan Miranda  (Parigi 2024)

Medaglie di bronzo
- Oussama El Azzouzi  (Parigi 2024)

#### Giochi del Mediterraneo
- Kévin Mercier  (Algeria 2022)

### Esplicative
1. 1 2 3  Nella tabella sono segnati calciatori con almeno una presenza
2. ↑  Sono segnati calciatori con almeno una presenza

### Bibliografiche
1. ↑  (EN) Olympic Football Tournament Antwerp 1920, su fifa.com. URL consultato il 22 febbraio 2018.
2. ↑  (FR) Giacomo Bulgarelli, su fr.fifa.com. URL consultato il 22 febbraio 2018 (archiviato dall'url originale il 23 febbraio 2019).
3. ↑  (EN) Amedeo Biavati, su fifa.com. URL consultato il 22 febbraio 2018 (archiviato dall'url originale il 23 febbraio 2019).
4. ↑  (EN) 1934 FIFA World Cup Italy, su fifa.com. URL consultato il 22 febbraio 2018 (archiviato dall'url originale il 26 gennaio 2018).
5. ↑  (EN) 1938 FIFA World Cup France, su fifa.com. URL consultato il 22 febbraio 2018 (archiviato dall'url originale il 22 febbraio 2018).
6. 1 2 3   Campionati Europei UEFA 1968, su it.uefa.com. URL consultato il 22 febbraio 2018.
7. ↑   UEFA Euro 2012, su it.uefa.com. URL consultato il 22 febbraio 2018.
8. ↑  (EN) 1934 FIFA Confederations Cup Brazil, su fifa.com. URL consultato il 22 febbraio 2018 (archiviato dall'url originale l'11 luglio 2018).
9. ↑  (EN) 1934 FIFA World Cup England, su fifa.com. URL consultato il 22 febbraio 2018 (archiviato dall'url originale il 2 agosto 2019).
10. ↑   È morto Helmut Haller, in La Gazzetta dello Sport, 11 ottobre 2012. URL consultato il 2 gennaio 2019.
11. ↑   Ha sbagliato il rigore mondiale: l'interista Wome quasi linciato, in il Giornale, 11 ottobre 2005. URL consultato il 29 gennaio 2019.
12. ↑   Ibrahima Mbaye è Campione d’Africa, su bolognafc.it, 7 gennaio 2022. URL consultato il 7 gennaio 2022.
13. ↑   Diego Perez, in il Giornale. URL consultato il 29 gennaio 2019 (archiviato dall'url originale il 25 gennaio 2011).
14. ↑   Pulgar vince la Coppa America, su bolognafc.it, 27 giugno 2016. URL consultato il 29 gennaio 2019.
15. ↑   L’Argentina batte il Brasile e vince la Coppa America dopo 28 anni, in La Stampa, 11 luglio 2021. URL consultato il 12 luglio 2021.
16. ↑   Luca Baccolini, Miranda e l’oro addosso, il terzino prova a sfatare il tabù degli spagnoli a Bologna, in la Repubblica, 13 agosto 2024. URL consultato il 14 ottobre 2024.
17. 1 2 3  Chiesa, p. 513.
18. ↑   Bologna Football Club 1909 S.p.A., su eu-football.info. URL consultato il 19 novembre 2023.
19. 1 2  Chiesa, p. 353.
20. ↑  Chiesa, p. 354.
21. 1 2  (EN) 1934 FIFA World Cup Italy, su fifa.com. URL consultato il 22 febbraio 2018 (archiviato dall'url originale il 26 gennaio 2018).
22. 1 2 3  (EN) 1938 FIFA World Cup France, su fifa.com. URL consultato il 22 febbraio 2018 (archiviato dall'url originale il 22 febbraio 2018).
23. ↑   Campionati Europei UEFA 2012, su it.uefa.com. URL consultato il 21 novembre 2020.
24. 1 2  (EN) 2013 FIFA Confederations Cup Brazil, su fifa.com. URL consultato il 22 febbraio 2018 (archiviato dall'url originale l'11 luglio 2018).
25. ↑   Bologna Football Club 1909 S.p.A., su eu-football.info. URL consultato il 18 novembre 2024.